# تاترا ۲۶
تاترا ۲۶ (Tatra ۲۶) خودرویی است که در سال‌های ۱۹۲۶ تا ۱۹۳۳تولید شده‌است.
طراحی آن خودروهای موتور جلو-محور عقب بوده است.
موتور آن ۱۶۷۹ سی‌سی است.

## نگارخانه

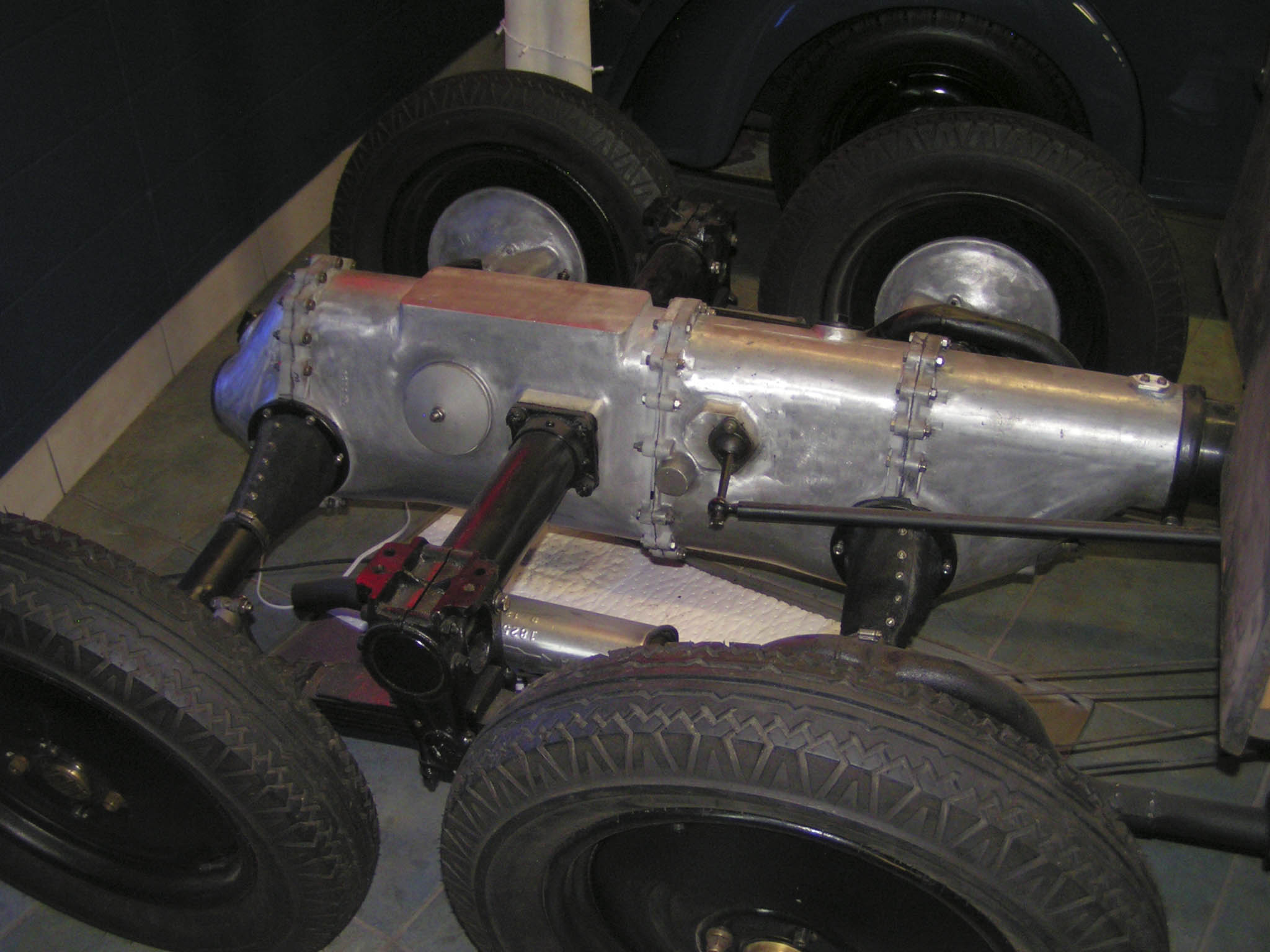
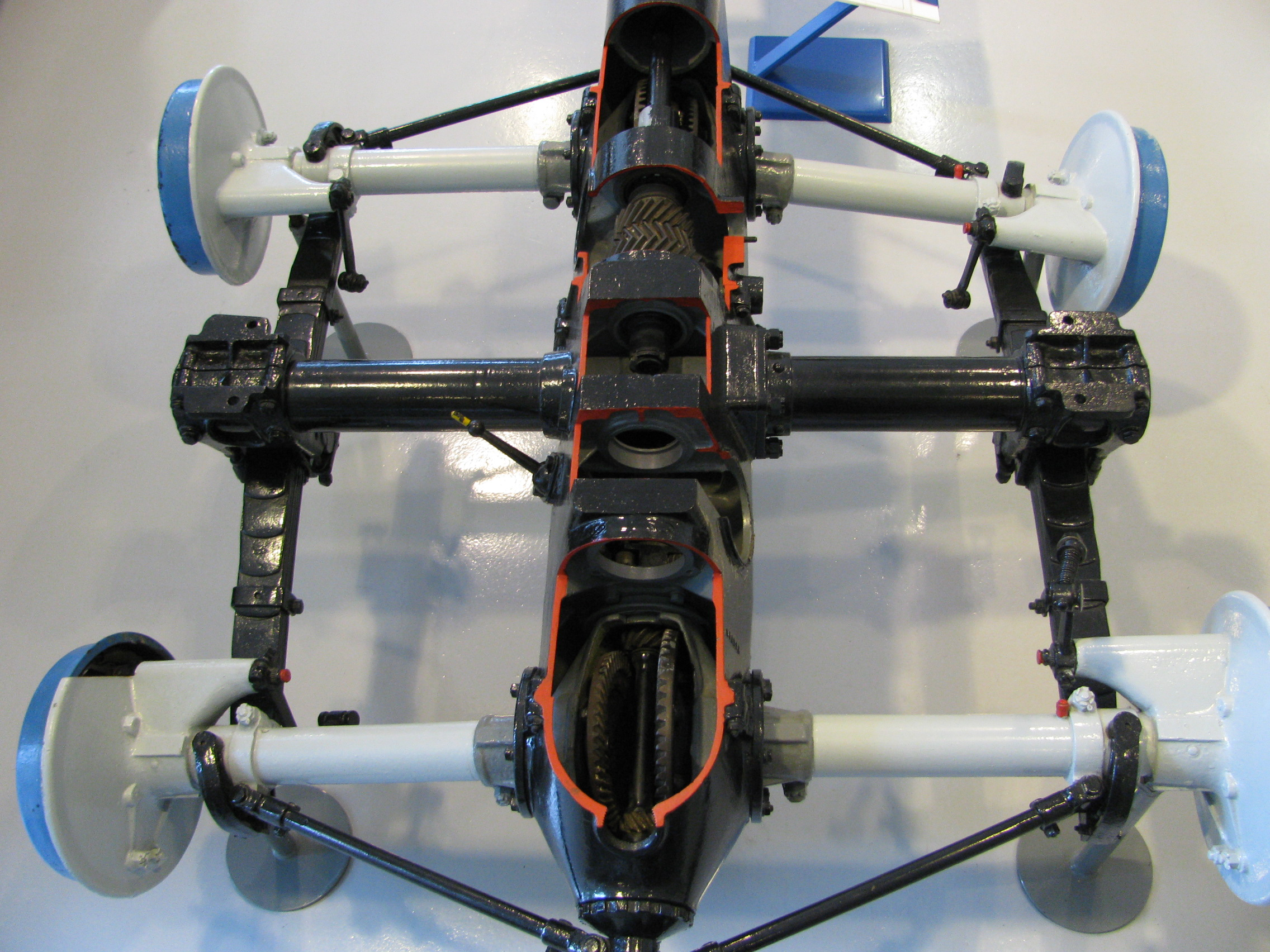
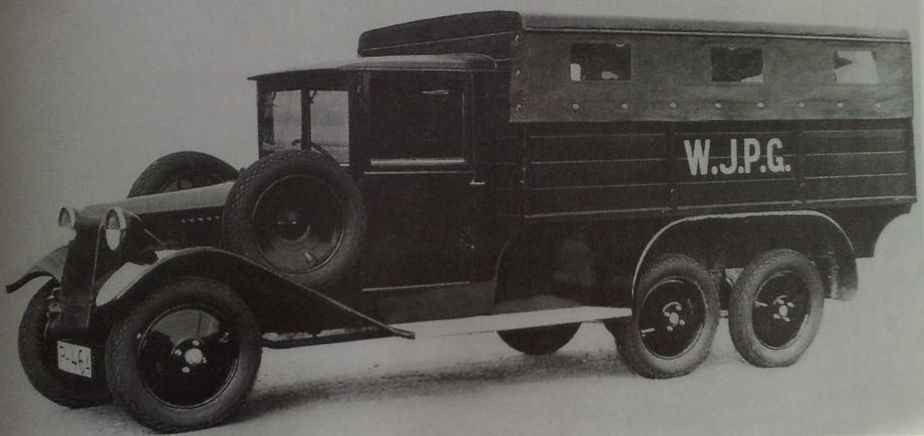
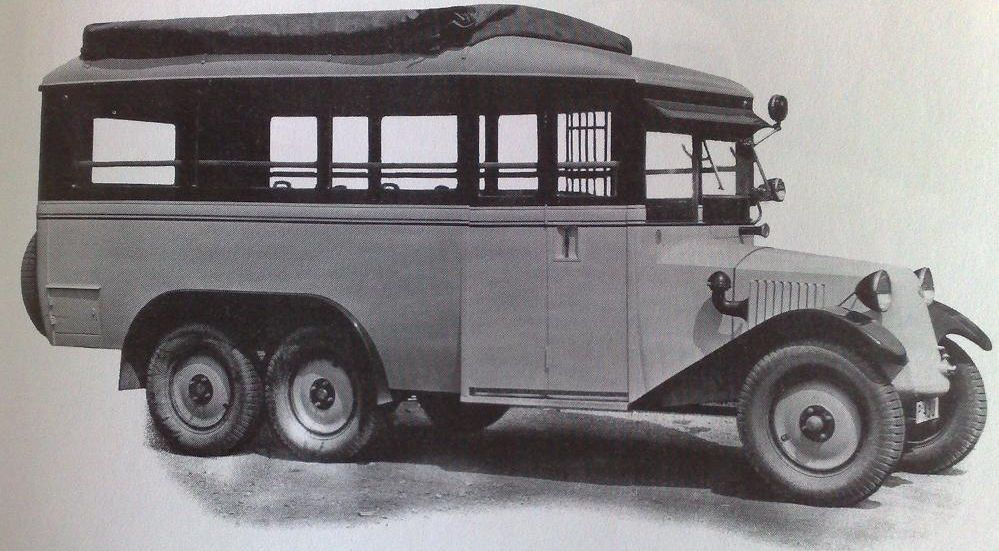